# Windom (Texas)
Windom è un centro abitato degli Stati Uniti d'America, situato nella contea di Fannin dello Stato del Texas.
La popolazione era di 199 persone al censimento del 2010.

## Geografia fisica
Windom è situata a 33°33′52″N 95°59′58″W (33.564513, -95.999534).
Secondo lo United States Census Bureau, ha un'area totale di 0,6 miglia quadrate (1,6 km²).

## Società

### Evoluzione demografica
Secondo il censimento del 2000, c'erano 245 persone, 97 nuclei familiari e 71 famiglie residenti nella città. La densità di popolazione era di 446,6 persone per miglio quadrato (172,0/km²). C'erano 111 unità abitative a una densità media di 202,3 per miglio quadrato (77,9/km²). La composizione etnica della città era formata dal 91,43% di bianchi, il 6,12% di afroamericani, l'1,22% di nativi americani, e l'1,22% di due o più etnie.
C'erano 97 nuclei familiari di cui il 33,0% aveva figli di età inferiore ai 18 anni, il 61,9% erano coppie sposate conviventi, il 7,2% aveva un capofamiglia femmina senza marito, e il 26,8% erano non-famiglie. Il 25,8% di tutti i nuclei familiari erano individuali e il 19,6% aveva componenti con un'età di 65 anni o più che vivevano da soli. Il numero di componenti medio di un nucleo familiare era di 2,53 e quello di una famiglia era di 3,03.
La popolazione era composta dal 24,5% di persone sotto i 18 anni, l'8,2% di persone dai 18 ai 24 anni, il 24,9% di persone dai 25 ai 44 anni, il 23,7% di persone dai 45 ai 64 anni, e il 18,8% di persone di 65 anni o più. L'età media era di 41 anni. Per ogni 100 femmine c'erano 85,6 maschi. Per ogni 100 femmine dai 18 anni in giù, c'erano 85,0 maschi.
Il reddito medio di un nucleo familiare era di 44.375 dollari, e quello di una famiglia era di 50.781 dollari. I maschi avevano un reddito medio di 31.875 dollari contro i 32.500 dollari delle femmine. Il reddito pro capite era di 17.779 dollari. Circa il 5,8% delle famiglie e il 10,1% della popolazione erano sotto la soglia di povertà, incluso il 9,7% di persone sotto i 18 anni di età e il 20,0% di persone di 65 anni o più.